# منئوز-موسکوا
منئوز-موسکوا (انگلیسی: Meneuz-Moskva) یک شهرک در شهرستان بیژبولیاکسکی باشقیرستان کشور روسیه است.